# Nepenthes attenboroughii
Nepenthes attenboroughii A.S.Robinson, S.McPherson & V.B.Heinrich, 2009 è una pianta carnivora della famiglia Nepenthaceae, endemica del Monte Victoria, nella Provincia di Palawan, nelle Filippine, dove cresce a 1450–1726 m.
Scoperta nelle Filippine solo nel 2009 e dedicata al divulgatore scientifico David Attenborough, ha un ascidio con una capacità di 1,5 litri, quanto basta per catturare anche piccoli roditori e anfibi.

## Conservazione
La Lista rossa IUCN classifica Nepenthes attenboroughii come specie in pericolo critico di estinzione (Critically Endangered).